# Oskrbnik Sanšo
Oskrbnik Sanšo (japonsko 山椒大夫, Hepburn Sanshō Dayū) je japonski zgodovinski dramski film iz leta 1954, ki ga je režiral Kendži Mizoguči po scenariju Fudžija Jahira in Jošikate Jode. Temelji na istoimenski kratki zgodbi Morija Ogaija, ki je napisana po japonski legendi. Zgodba prikazuje usodo dveh aristokratskih otrok, ki ju prodajo v suženjstvo. V glavnih vlogah nastopajo Kinujo Tanaka, Jošiaki Hanajagi, Kjoko Kagava in Eitaro Šindo.
Film je bil premierno predvajan 31. marca 1954 in vsebuje več značilnosti Mizogučijevih filmov, kot so prikazovanje revščine, kritičen pogled na položaj ženske v japonski družbi njegovega časa in natančno koreografirani dolgi prizori direktorja fotografije Kazua Mijagave, ki je pogosto sodeloval z Mizogučijem. Sodobni kritiki ga skupaj s filmom Legenda o Ugetsu (1953) uvrščajo med Mizogučijeve najboljše filme.

## Vloge
- Kinujo Tanaka kot Tamaki
- Kjoko Kagava kot Andžu
- Eitaro Šindo kot Sanšo
- Jošiaki Hanajagi kot Zušio
- Ičiro Sugai kot pravosodni minister
- Ken Micuda kot Morozane Fudživara
- Masahiko Cugava kot mladi Zušio
- Masao Šimizu kot Masaudži Taira
- Čieko Naniva kot Ubatake
- Kikue Mori kot svečenica
- Akitake Kono kot Taro
- Rjosuke Kagava kot Ricuši Kumotake